# Restrepo (film)
Restrepo är en dokumentärfilm från 2010 som handlar om Afghanistankriget. Filmen är regisserad av den amerikanske journalisten Sebastian Junger och den brittiske/amerikanske fotojournalisten Tim Hetherington.

## Mottagande
Filmen fick "Grand Jury Prize" för bästa dokumäntärfilm på Sundance Film Festival 2010. Den fick en rankningen 96% på Rotten Tomatoes. Roger Ebert gav Restrepo fyra av fyra stjärnor.. Dessutom hade ett flertal kritiker och tidningar det i sina årligt bästa filmval.
Filmen fanns på National Board of Reviews lista över de bästa dokumentärfilmerna 2010.
Den nominerades till en Oscar för bästa dokumentärfim 2011, som dock vanns av "Inside Job".